# Округ Кларк (Охајо)
Округ Кларк (енгл. Clark County) је округ у америчкој савезној држави Охајо.

## Демографија
По попису из 2010. године број становника је 138.333, што је 6.409 (-4,4%) становника мање него 2000. године.
| Група             | 2000.           | 2010.           |
| Белци             | 126.748 (87,6%) | 117.976 (85,3%) |
| Афроамериканци    | 12.954 (8,9%)   | 12.128 (8,8%)   |
| Азијати           | 761 (0,5%)      | 858 (0,6%)      |
| Хиспаноамериканци | 1.699 (1,2%)    | 3.805 (2,8%)    |
| Укупно            | 144.742         | 138.333         |